# The Swarm (film)
The Swarm is een Amerikaanse rampenfilm uit 1978 over een stadje in Texas, dat geteisterd wordt door een zwerm agressieve bijen.

## Ontvangst
De film werd geproduceerd door Irwin Allen, een specialist in rampenfilms. Allen nam The Swarm tegelijkertijd op met Beyond the Poseidon Adventure; veel acteurs zijn in beiden films hetzelfde. Net als Beyond the Poseidon Adventure werd ook The Swarm meerdere malen uitgeroepen tot een van slechtste films ooit gemaakt. Critici beschouwen de film vaak als onbedoeld lachwekkend. Dit is vooral te wijten aan de mislukte special effects. Zo filmde Allen om een zwerm bijen te simuleren een hele reeks graankorrels die hij met een ventilator door de lucht blies. Wanneer mensen door bijen gedood werden, legde hij een rubberen pop neer, die ingesmeerd werd met honing. De bijen gingen dan op de pop zitten en zodoende werd er gesuggereerd dat de bijen een liggende persoon aan het doodsteken waren.
De film is ook bekend geworden door de kreun van Olivia de Havilland. In de film ziet ze namelijk kinderen buiten liggen, die doodgestoken zijn, waardoor ze op een hilarische manier kreunt.     
The Swarm was een flop en werd al na twee weken uit de roulatie genomen.

## Rolverdeling
| Acteur              | Personage               |
| ------------------- | ----------------------- |
| Michael Caine       | Dr. Bradford Crane      |
| Katharine Ross      | Helena Anderson         |
| Richard Widmark     | General Thaddeus Slater |
| Richard Chamberlain | Dr. Hubbard             |
| Olivia de Havilland | Maureen Schuester       |
| Ben Johnson         | Felix Austin            |
| Lee Grant           | Anne MacGregor          |
| José Ferrer         | Dr. Andrews             |
| Patty Duke          | Rita Bard               |
| Slim Pickens        | Jud Hawkins             |
| Bradford Dillman    | Major Baker             |
| Fred MacMurray      | Clarence Tuttle         |
| Henry Fonda         | Dr. Walter Krim         |
| Cameron Mitchell    | General Thompson        |
| Christian Juttner   | Paul Durant             |
| Morgan Paull        | Dr. Newman              |
| Alejandro Rey       | Dr. Martinez            |
| Don "Red" Barry     | Pete Harris             |